# Twenity 2000-2010
Twenity 2000-2010 è l'ottavo greatest hits del gruppo giapponese dei L'Arc~en~Ciel. È stato pubblicato il 16 febbraio 2011 dalla Ki/oon Records, contemporaneamente a Twenity 1991-1996 e Twenity 1997-1999.

## Tracce
1. NEO UNIVERSE
2. finale
3. STAY AWAY
4. get out from the shell
5. READY STEADY GO
6. Hitomi no Juunin (瞳の住人)
7. REVELATION
8. New World
9. Jojoushi (叙情詩)
10. AS ONE
11. Link -KISS Mix-
12. MY HEART DRAWS A DREAM
13. DAYBREAK'S BELL
14. Pretty girl
15. I Love Rock'n Roll